# Tiszaladány
Tiszaladány is een plaats (község) en gemeente in het Hongaarse comitaat Borsod-Abaúj-Zemplén. Tiszaladány telt 769 inwoners (2001).